# A Jog Kérvénye
A Jog Kérvénye (angolul Petition of Right) angol alkotmányos alapdokumentum, amely az alattvalók olyan jogait határozza meg, amelyeket az uralkodó nem szeghet meg. Az 1628. június 7-én elfogadott dokumentum korlátozza a nem a parlament által elfogadott adóztatást, a kényszersorozást, az ok nélküli bebörtönzést és a haditörvénykezést.
Miután a parlament és I. Károly angol király összekülönbözött a harmincéves háború folytatását illetően, a parlament visszautasította, hogy pénzt szavazzon meg a háborúra. Károly "kényszerkölcsönöket" vett fel a parlament hozzájárulása nélkül és önkényesen bebörtönözte azokat, akik visszautasították, hogy kölcsönt adjanak. A háborúhoz a hadseregbe kényszerítettek közembereket és az ország jelentős területein haditörvénykezést vezettek be.
Az Alsóház (House of Commons) erre négy határozatot hozott, amelyek elítélték ezeket az intézkedéseket, újra kimondták a Magna Charta érvényességét és a habeas corpus jogi követelményét. A király elutasította a határozatokat és bejelentette, hogy feloszlatja a parlamentet. Az Alsóház május 6-án összeült, hogy alternatívákat vitasson meg, és arra jutott, hogy jogkérvényt fogalmaz meg. A kérvényt a Sir Edward Coke vezette bizottság meg is fogalmazott egy első változatot. Május 8-án elfogadták és továbbküldték a Lordok Házának. Háromhetes vita és a két ház egyeztetései után a Jog Kérvényét május 26-án és 27-én mindkét ház ratifikálta. További vitákat követően, amelyekben az uralkodó korlátozta az Alsóház szólási jogát, a király mégis meghajolt. Mivel a háborúhoz szüksége volt a parlament támogatására, június 2-án elfogadta a kérvényt. Az általa alkalmazott módszerrel elégedetlenül a két parlamenti ház összefogva azt követelte, hogy a király a teljes kérvényt ratifikálja, amit június 7-én meg is tett.
Bár jogérvénye vitatott volt, a Jog Kérvénye nagyon nagy hatást gyakorolt. Anglia egyik leghíresebb alkotmányos dokumentumának tartották, amely egyenlő értékű a Magna Chartával és az 1689-es Jogok Nyilatkozatával (Bill of Rights). Egy olyan időszakban, amikor Károly legfőbb támaszának az Alsóházzal szemben a Lordok Háza volt, a két ház együttműködése új szakaszt nyitott az angol forradalomhoz vezető alkotmányos válságban. A Kérvény ma is érvényben van az Egyesült Királyságban, és a birodalmi törvényhozásnak köszönhetően a Nemzetközösség egy részében, beleértve Ausztráliát és Új-Zélandot. Másutt, befolyásolta a Massachusettsi Szabadságok Nyilatkozatát és az Egyesült Államok alkotmányának hatodik és hetedik módosítását.

## Fordítás
Ez a szócikk részben vagy egészben  a   Petition of Right című angol Wikipédia-szócikk ezen változatának fordításán alapul.  Az eredeti cikk szerkesztőit annak laptörténete sorolja fel. Ez a jelzés csupán a megfogalmazás eredetét és a szerzői jogokat jelzi, nem szolgál a cikkben szereplő információk forrásmegjelöléseként.